# 니케아 신경

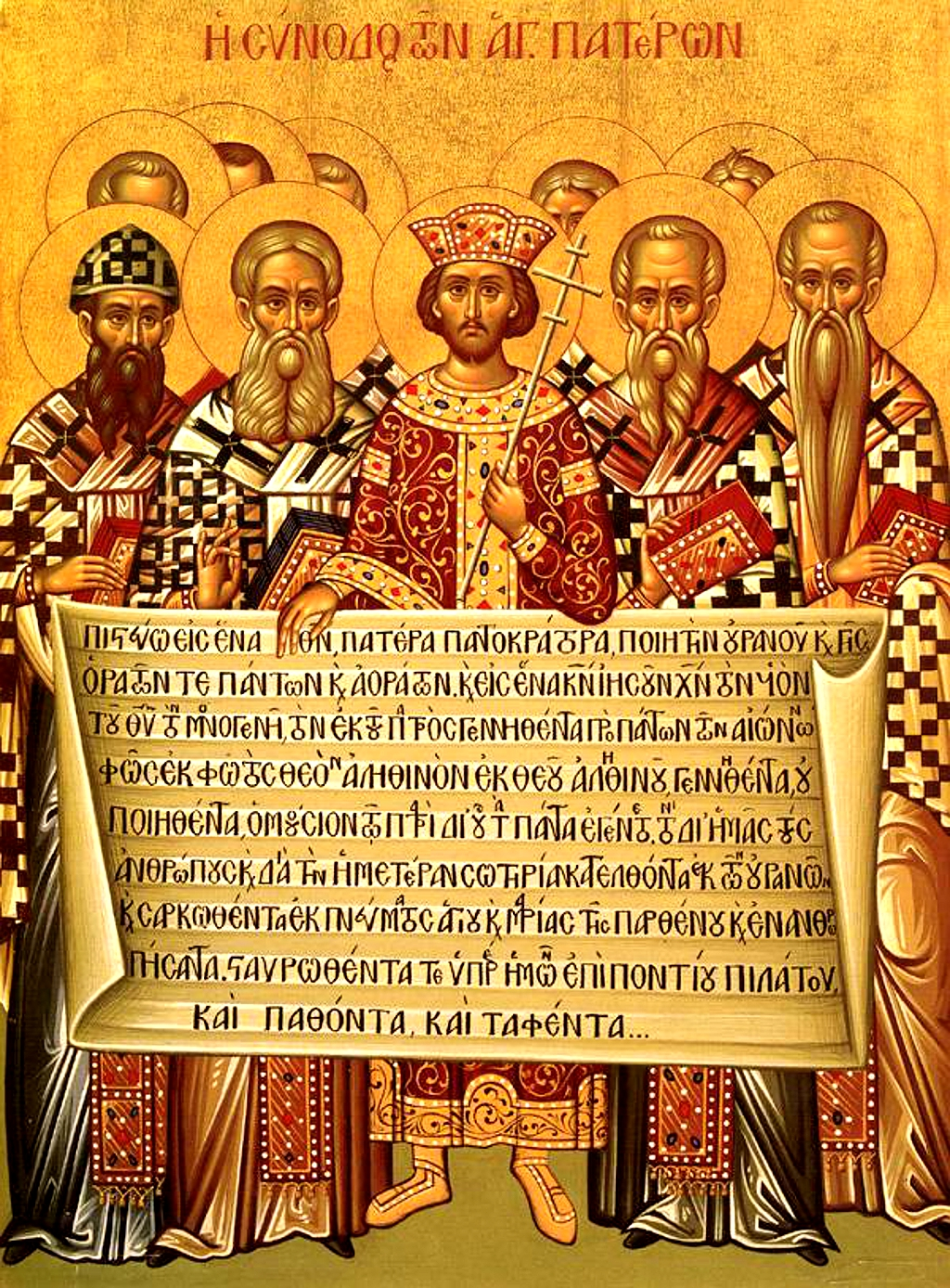

니케아 신경(-信經, 라틴어: Symbolum Nicaenum)은 325년 제1차 니케아 공의회에서 아리우스파를 비롯한 이단을 단죄하고 정통 기독교 신앙을 수호하기 위해 기독교회가 채택한 신앙 고백문이다.
현대 기독교회에서 니케아 신경은 1차 니케아 공의회 신경이 아니라 개정본 니케아 신경인 니케아-콘스탄티노폴리스 신경을 주로 의미한다.

## 채택 경위와 내용
제1차 니케아 공의회에서는 2편의 신경이 제출되었는데, 아리우스파인 니코메디아의 에브세비오스가 제출한 것은 폐기되고, 팔레스티나 공동체의 '세례신경'을 기초로 성부·성자의 동질성(同質性)에 관한 어구를 보완한 케사리아의 에브세비오스가 제출한 신경이 채택되어 이것을 기준으로 니케아 신경이 제정되었다.
이 신경은 성 삼위일체에 대한 믿음을 간결하게 표현하고 있는데, 특히 성자의 동일실체(同一實體), 그의 강생, 죽으심, 부활을 강조하며, 그 끝에 아리우스파에 대한 파문 선언을 덧붙였다.

## 니케아-콘스탄티노폴리스 신경과의 구별
381년 제1차 콘스탄티노폴리스 공의회에서 이 신경을 보완하여 제정한 것으로 전해지는 '니케아-콘스탄티노폴리스 신경'을 약칭하여 니케아 신경이라고 부르기도 하나, 신학과 학술적인 의미로 325년 제정된 본래의 니케아 신경과 381년 니케아-콘스탄티노폴리스 신경은 구별하여야 한다.
현재 기독교회에서 일반적으로 통용하는 용어로 니케아 신경은 381년 신경의 개정판인 니케아-콘스탄티노폴리스 신경을 의미한다.

## 그리스어 원문
Πιστεύομεν εἰς ἕνα Θεὸν Πατέρα παντοκράτορα

πάντων ὁρατῶν τε καὶ ἀοράτων ποιητήν·

καὶ εἰς ἕνα Κύριον Ἰησοῦν Χριστὸν

τὸν Υἱὸν τοῦ Θεοῦ,

γεννηθέντα ἐκ τοῦ Πατρὸς μονογενῆ

τουτέστιν ἐκ τες οὐσίας τοῦ Πατρος

Θεὸν ἐκ Θεοῦ,

Φῶς ἐκ Φωτός,

Θεὸν ἀληθινὸν ἐκ Θεοῦ ἀληθινοῦ,

γεννηθέντα, οὐ ποιηθέντα,

ὁμοούσιον τῷ Πατρί,

δι’ οὗ τὰ πάντα ἐγένετο

τά τε ἐν τῷ οὐρανῷ καὶ τὰ ἐν τῇ γῇ,

τὸν δι’ ἡμᾶς τοὺς ἀνθρώπους, καὶ

διὰ τὴν ἡμετέραν σωτηρίαν,

κατελθόντα,

καὶ σαρκωθέντα,

καὶ ἐνανθρωπήσαντα,

παθόντα,

καὶ ἀναστάντα τῇ τρίτῃ ἡμέρᾳ,

ἀνελθόντα εἰς τοὺς οὐρανούς,

ἐρχόμενον κρῖναι ζῶντας καὶ νεκρούς.

καὶ εἰς τὸ Ἅγιον Πνεῦμα.

Τοὺς δὲ λέγοντας Ἦν ποτε ὅτε οὐκ ἦν,

καὶ Πρὶν γεννηθῆναι οὐκ ἦν,

καὶ ὅτι Ἐξ οὐκ ὄντων εγένετο,

ἢ Ἐξ ἑτέρας ὑποστάσεως ἢ οὐσιάς φάσκοντας εἶναι

ἢ κτιστόν

ἢ τρεπτόν

ἢ ἀλλοιωτὸν τὸν Υἱὸν τοῦ Θεοῦ,

τούτους ἀναθεματίζει ἡ ἁγία καθολικὴ καὶ ἀποστολικὴ ἐκκλησία.

## 한국어·영어 번역
다음은 로마 가톨릭교회 계통에서의 한글 및 영문 번역이다.
한글 번역은 후베르투스 드로브네르(Hubertus R. Drobner)의 《Lehrbuch der Patrologie》의 하성수의 한글 번역본 《교부학》에 나오는 번역이며, 영문 번역은 필립 샤프(Philip Schaff)의 《Creeds of Christendom (기독교 신경)》에 나오는 번역이다.
아래의 번역에서 니타난대로,
니케아 신경은
성부(God) · 성자(Son of God) · 성령(Holy Spirit)의 삼위일체에 대한 믿음을 밝히는 3부분의 신학적 진술들과 성자 즉 예수에 대해 가톨릭교회와는 다른 견해를 가진 이들(특히, 아리우스파)의 견해를 사도적 전통의 견해 즉 정통적 견해 또는 바른 견해로 인정치 않는다는 신학적 진술의 총 4부분으로 이루어져 있다. 니케아 신경에서 삼위일체 중 성자 즉 예수에 대한 신학적 진술이 거의 대부분을 차지하고 있음을 볼 수 있는데, 이것은 니케아 신경 성립 당시에 삼위일체 중 성자에 대한 견해 즉 그리스도론이 기독교 신학에서 가장 중요한 부분이었고 또한 가장 논란이 되는 부분이었다는 것을 의미한다.
그리고 4번째 부분 즉 이단 파문에 대한 신학적 진술은 원래 최초의 니케아 신경에는 없었던 것이나, 후에 추가된 것이다.
| 니케아 신경 (325년) | Nicene Creed (325) |
| --- | --- |
| 우리는 한 분이신 하느님을 믿는다. 그분은 전능하신 아버지이시며, 유형무형한 만물의 창조주이시다. | We believe in one God, the Father Almighty, Maker of all things visible and invisible. |
| | |
| 그리고 우리는 한 분이신 주 예수 그리스도를 믿는다. 그분은 하느님의 외아들이시며, 아버지에게서 나셨으며, 곧 아버지의 본질에서 나셨다. 하느님에게서 나신 하느님이시며, 아버지와 본질에서 같으시다. | And in one Lord Jesus Christ, the Son of God, begotten of the Father [the only-begotten; that is, of the essence of the Father, God of God], Light of Light, very God of very God, begotten, not made, being of one substance with the Father;                                                               |
| 그분으로 말미암아 만물이, 하늘에 있는 것들이나 땅에 있는 것들이 생겨났다. | By whom all things were made [both in heaven and on earth]; |
| 그분은 우리 인간을 위하여, 우리의 구원을 위하여 내려오시어 육신을 취하시고, 사람이 되셨으며, | Who for us men, and for our salvation, came down and was incarnate and was made man; |
| 고난을 받으시고, 사흗날에 부활하시고, 하늘로 올라가셨으며, | He suffered, and the third day he rose again, ascended into heaven; |
| 산 이와 죽은 이들을 심판하러 오실 것이다. | From thence he shall come to judge the quick and the dead. |
| | |
| 그리고 우리는 성령을 믿는다. | And in the Holy Spirit. |
| | |
| [“그분이 존재하지 않은 시대가 있었다.”, “나시기 전에 존재하지 않았다.”하고 말하는 사람들을, 또는 비존재에서 생겨났다거나, 다른 히포스타시스(hypostasis) 또는 우시아(ousia)에서 존재한다고 말하는 사람들을, 또는 하느님의 아들은 창조되었으며, 변할 수 있으며, 달라질 수 있다고 말하는 사람들을, 보편되고 사도로부터 이어오는 교회에서 파문한다.] | [But those who say: 'There was a time when he was not;' and 'He was not before he was made;' and 'He was made out of nothing,' or 'He is of another substance' or 'essence,' or 'The Son of God is created,' or 'changeable,' or 'alterable'— they are condemned by the holy catholic and apostolic Church.] |

## 같이 보기
- 제1차 니케아 공의회
- 아리우스파
- 사도신경
- 니케아-콘스탄티노폴리스 신경
- 아타나시우스 신경